# László nápolyi király
László (olaszul: Ladislao il Magnanimo di Napoli), (Nápoly, 1376. július 14. vagy 1377. február 15. – Nápoly, 1414. augusztus 6.) nápolyi király (1386 – 1414), Magyarországon Nápolyi Lászlóként ismert, Kis Károly magyar és nápolyi király fia, magyar trónkövetelő és ellenkirály. Nápolyban apja magyarországi meggyilkolása után lépett trónra. A nápolyi Anjou-ház (Capeting) utolsó nagyreményű alakja.
Küzdelmes, nagyrészt csatatereken eltöltött élete szorosan összefonódik a pápaság kritikus időszakának történetével. Hadjárataiban Róma és vele egész Itália megszerzésére és egyesítésére irányuló törekvés figyelhető meg. Magyarországon hosszú ideig jelentős párttal rendelkezett. 1403. augusztus 5-én Zárában magyar királlyá koronázták. Addigi tevékenysége – magyar királyi cím felvétele, a főrendek levélben történő megkeresése, dalmát-horvát bánok kinevezése, adományozások, amnesztia hirdetése – valójában csak jogcímének és délvidéki pártjának fenntartására szolgált, ami a Zsigmonddal szemben feltörő elégedetlenség miatt néhány esetben – a Lackfiak 1396. évi balsikerű fellépése – ennél nagyobb látszatot keltett.
1403. évi sikertelen fellépése után, felismerve a két királyság egyesítésének – már elődei által is megtapasztalt – problémáit, érdeklődése teljesen Itália felé fordult. A már Johanna alatt bomlásnak indult balkáni – és később magyar – területeket jogai átengedésével és eladásával, céljai elérésére használta. Magyarországi kísérlete egyben a magyar Anjou-kor végét is jelentette, a győztesek által írt hazai történelem a személyét és beavatkozását is homályos, kedvezőtlen színbe burkolta. Jellemét, hajlamait és politikáját tekintve a ház alapítójának, Anjou Károlynak vonásai ismerhetők fel benne. Hódításait utódai nem tudták megtartani.

## Származása, rokonai
A harmadik nápolyi és magyar Anjou-ház durazzói ágáról származik. Apja Durazzói Károly, aki III. Károlyként nápolyi, II. Károlyként pedig magyar királyi címet viselt, aki Árpád-házi Mária dédunokája.
Anyja Durazzói Margit , a Nagy Lajos által Aversában kivégeztetett Durazzói Károly és Mária nápolyi királyi hercegnő leánya, aki Árpád-házi Mária dédunokája.
Nővére Johanna nápolyi hercegnő, később II. Johannaként nápolyi királynő – aki apja szlavóniai hercegsége idején, 1373-ban Zárában született.

## Élete, pályafutása

### A nápolyi trón megszerzése
Apjának tragikus halálát – magyarországi meggyilkolását – követően anyja Margit, fia trónigényének biztosítására VI. Orbán pápa jóindulatát igyekezett megnyerni. Orbán támogatására – férje és a pápa között megromlott viszony ellenére is – jó esélye volt, mivel a másik trónkövetelő az ugyancsak kiskorú, francia Anjou hercegi (4. Anjou-ház) házból származó II. Lajos az ellenpápa VII. Kelemen jelöltje volt. I. Lajos Anjou hercege – akit Johanna nápolyi királynő tett örökösévé – 1384-ben halt meg, fiát Lajost felesége Blois Mária gyámságára bízta. Így a nápolyi trónt érintően két kiskorú trónkövetelő állt egymással szemben, mindegyik egy-egy szintén egymással szemben álló anyakirályné gyámmal és pápával a háta mögött.
Orbán pápa a kiskorú László hódolatát elfogadta, de nem adta meg az invesztitúrát, álláspontja szerint a Nápolyi Királyság az általa kiközösített III. Károly halála után visszaszállt az egyházra. A főváros, Nápoly is két pártra szakadt, a nagyobb pártot Anjou Lajos tudhatta maga mögött a Sanseverino-ház támogatásával. Az ebben a helyzetben Nápolyba érkező magyarországi párthívek felkérése – a magyar trón László általi elfoglalására, vagy helytartó küldésére – semmilyen realitással nem bírt. Az anyakirályné fia nevében kiadott proklamációjában, László Magyarországra vonatkozó jogának kinyilvánítása azonban már ekkor megtörtént.
Az új Anjou-párt a Kelemen pápa által ajánlott Braunschweigi Ottót (I. Johanna negyedik férje) küldte az interdictum miatt fellázított és Margit ellenében új kormányt szervező Nápolyba, aki 1387. július 7-én seregével a város kapui elé érkezett. Margit gyermekeivel Gaetába menekült, Lajos alkirálya Nápolyban Sanseverino Tamás lett.
Orbán pápa Rajmund Orsinit bízta meg Nápoly visszaszerzésével, de próbálkozásai nem vezettek eredményre.
Mária királyné új alkirályként és generális kapitányként – Kelemen pápa unokaöccsét – Clement de Montjoie-t küldte Nápolyba. Sanseverino Tamás és Braunscheweigi Ottó félreállítása új helyzetet – Ottó, Lászlóhoz pártolt – teremtett Nápolyban, de Margit Orbán pápa magatartása miatt – aki több önálló hadjárattal is kísérletezett – Firenze és más városok támogatása ellenére sem tudta a helyzetet fia javára kihasználni. László birtokában ekkor már csak Gaeta, Aversa, Capua és három nápolyi erőd maradt, a városok egy része azonban egyik királyt sem ismerte el.
Orbán pápa 1389. évi halálával Piero Tomacelli került a pápai székbe IX. Bonifác néven, akinek megválasztása László ügyének előmozdítását eredményezte. Az új pápa a francia királyra támaszkodó VII. Kelemennel szemben egy erős, nápolyi királyságban látta céljai – a pápai államban való rendteremtés és az egyházszakadás megszüntetése – megvalósításának fő támaszát. A két trónkövetelő a céljai megvalósításához szükséges anyagi hátteret – az anyakirálynék által irányított – előnyös házasságkötésekkel igyekezett elérni. László számára anyja a gazdag Manfredi Chiaramonte – Szicília szigetének egyik kormányzója – leányát szemelte ki feleségül. A házasságot az ellenpárt oly módon igyekezett megakadályozni, hogy Manfredi leányát II. Lajos számára is megkérték. A vetélkedésből László került ki győztesen, Konstancia 4 gálya kíséretében 1389. szeptember elején indult Gaetába.

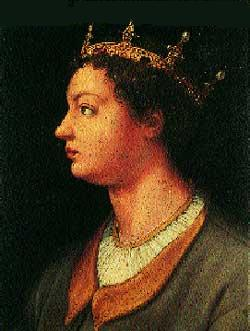
Nápolyi László

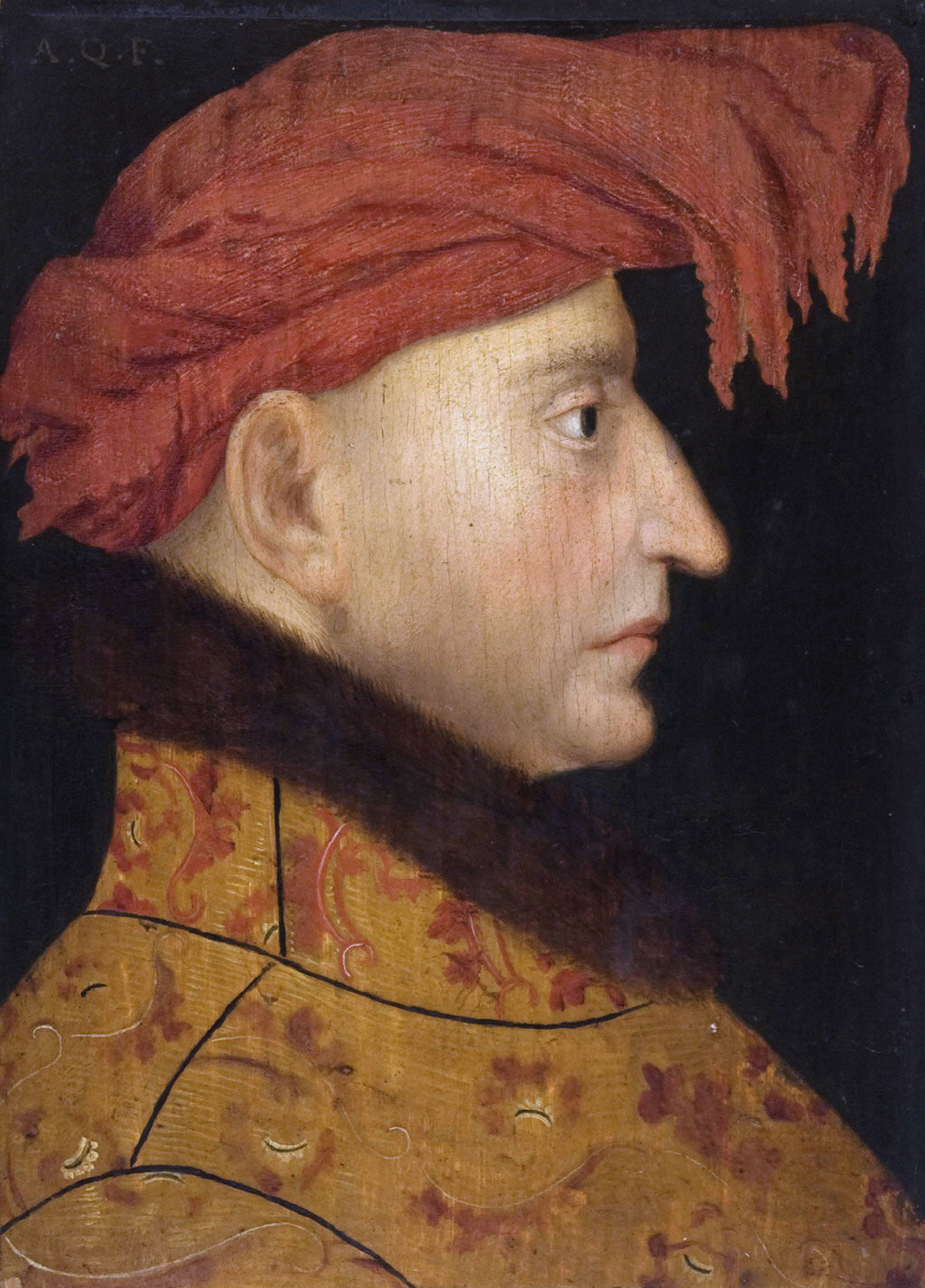
II. Lajos

Az új pápa Margit hódolatát elfogadva 1390 tavaszán megbízta a firenzei Angelo Acciaiuoli bíboros-legátust László Szicília, Jeruzsálem és Magyarország királyává történő megkoronázásával. A koronázás 1390. május 29-én Gaetában történt, a pápa László gyámjául anyja mellé Acciaiuoli bíborost rendelte – Kelemen pápa válaszul még ez év végén II. Lajost szintén megkoronázta. A koronázást követően a 13 éves II. Lajos Nápolyba indult. A viharba került flottával szerencsésen Nápolyba érkező Lajos számára az őt támogató bárók 1000 embert és 10 hajót ajánlottak fel. László ellen – ezzel közel azonos időben – egy sikertelen merényletet követtek el. A nápolyi erődök egymás után hódoltak meg Lajosnak, de a pénzhiány és a nápolyi bárók magatartása – Bonifác pápa fellépésére a jelentősebb bárók Lászlóhoz csatlakoztak – miatt a kezdeti lendület megtört. László kitartó, 8 éven át tavaszonként megújuló hadjáratainak eredményeként fokozatosan, lépésről lépésre szorította ki az ellenséget a királyság területéről. A hadjáratokhoz szükséges pénz felesége hozományából, valamint a pápa és a bíborosok adományából származott. Első személyes hadba szállása 1393-ban Gaetában, nagy pompával és fényes külsőségek között történt.
László, apósának halála után 1393-ban – anyja tanácsára – Rómában kieszközölte a pápánál házassága felbontását, új házassági tervének – Bajazid szultán leányával – megvalósításához azonban a pápa nem járulhatott hozzá.
Az új Anjou-párt nagyszabású tervei a Nápolyi Királyság megszerzésére a VI. Károly francia király alatti és 1392 utáni zavaros belső állapotok, valamint a pénzhiány miatt sorozatosan elhaltak. Ennek sikerre vitelét még az 1394-ben meghalt VII. Kelemen után megválasztott új ellenpápa Pedro Martinez de Luna (XIII. Benedek) sem tudta előmozdítani. 1399-ben László Nápoly ostromára indult Balzo-Orsini Rajmund kíséretével. A szárazon és vízen – a pápai gályák segítségével – megostromolt Nápoly megnyitotta előtte kapuit, II. Lajos öccsével együtt visszatért Provence-ba. László hozzálátott a királyság teljes pacifikálásához és rendezéséhez.

### Balkáni politikája
A 3. Anjou-ház egészen I. Johanna zavaros uralkodásáig nagy hangsúlyt helyezett, az alapítója I. Károly által megszerzett Morea-i fejedelemség, Athéni Hercegség és Korfu megtartására. A ház balkáni befolyása ezt követően, a katalánok és navarraiak valamint a Velence Köztársaság térnyerése miatt erősen meggyengült. III. Károly halála után az anyakirályné fia nevében még igényt emelt az Akháj Fejedelemségre, de VI. Orbán pápa magatartása miatt igényét ekkor nem tudta érvényesíteni. A keresztes államra vonatkozó követelés László nagykorúsága idején sem vezetett eredményre.
László politikája – valószínűleg a török hatalom megerősödését felismerve – teljes egészében nyugati hatalmi pozíciójának megalapozására és kiépítésére irányult. A már részben 1388-ban az Acciaiuoliak kezére került Athéni hercegséget, László 1394-ben – a család kérésére – Acciaiuoli bíboros fivérére és annak utódaira ruházta. Korfut 1402-ben 30 000 arany ellenében – és a magyarországi fellépéséhez való hozzájárulás megszerzése érdekében – átengedte Velencének. Ezzel a nápolyi Anjouk balkáni befolyása gyakorlatilag teljesen megszűnt.

### Kísérlet a magyar trón megszerzésére
Apja 1386. évi tragikus halálát követően magyarországi hívei, az ekkor kilencéves Lászlót szerették volna a magyar trónra juttatni. Ez a törekvés több mint másfél évtizedig tartó megosztottságot – polgárháborús állapotot – eredményezett, de a többször megújuló áldozatos küzdelmek ellenére is kudarccal végződött. A sikertelenség okait László határozatlan – késlekedő magatartásával szokták indokolni, a tényleges okok azonban ennél jóval távolabb keresendők. A nápolyi trónért folyó küzdelem László és pártja erejét teljesen lekötötte, a magyar trón megszerzésére reális esély csak a Nápolyi Királyság pacifikálását követően nyílt. Még később, Nápoly birtokában sem gondolhatott pápai jóváhagyás és Velence hozzájárulása nélkül a tényleges lépések megtételére.

#### Külpolitikai vonatkozások
Kis Károly meggyilkolását követően a délvidéken kitört lázadás 1388. évi Zsigmond általi visszaszorításakor, a lázadás vezetői – Horvátiak, Palisnaiak – I. Tvrtko bosnyák királyhoz menekültek. A Magyarországot a tengermelléki tartományától elválasztó Bosznia a kedvező alkalmat kihasználva ezt Dalmácia megszerzésére használta fel. Tvrtko mint László helytartója birtokba vette a tartomány déli városait, a dalmát városok 1389-ben Zára kivételével mind a bosnyák királynak hódoltak.
Tvrtko 1391. évi halálát követően hódító politikájának nem volt folytatója, de Dalmáciában a magyar korona uralma többé már nem állt helyre – az időszakosan megújuló lázadások melegágyává vált. László 1391-ben Hervoja vajdát és testvérét dalmát-horvát bánoknak nevezte ki. Zsigmond 1393-ban indított délvidéki hadjárata ugyan névleg a tengermellék visszaszerzését eredményezte és Tvrtko utóda Dabiša István bosnyák király is meghódolt, de halála után a Bosznia nagy részét kézben tartó Ostoja István bosnyák király már Nápolyi László pártját erősítette.
A dalmát városok elszakadási törekvéseit Velence táplálta, amely az 1381. évi torinói békében kénytelen volt lemondani dalmáciai birtokairól. Velence a hosszú távú érdekei alapján – lemondva a bosszú lehetőségéről – már Kis Károly meggyilkolását követően Mária királyné pártjára állt, nyilvánvaló célja a kettős királyság kialakulásának megakadályozása volt. László terve megvalósításának egyik fő akadályát is Velence képezte, a közös uralkodó alatti Magyar és Nápolyi Királyságot ugyanis Velence az Adria feletti uralmára nézve veszélyesnek tartotta.
A Velence szövetségére törekvő László a szabad tengeri átkelés kérdésében több esetben is elutasító választ kapott. A városuk feletti uralmat Velencének felajánló Zára követeit – jóváhagyás megszerzése céljából – Velence Zsigmondhoz küldte, hangsúlyozva László partraszállásának megakadályozásában megnyilvánuló szerepét. Számító – kiváró magatartását Lászlónak csak hosszadalmas tárgyalások alapján, Korfu átengedésével 1402-ben sikerült a semlegesség irányában elmozdítania.
A jelentősebb észak olaszországi városállamok közül Genova László pártján állt, míg Firenze kereskedelmi kapcsolatai miatt semleges álláspontot képviselt.
László késedelmének másik fő okát a római pápa – IX. Bonifác – magyar trónkövetelés kérdésében megnyilvánuló politikája képezte. Ennek kifejezett célja az egyházi állam védelme és érdekeinek képviselete volt. Az egyházszakadás kezdetétől a Magyar Királyság a római pápák obedientiájához tartozott, Zsigmond is Bonifác állhatatos hívének számított. Bonifác azon törekvése, hogy Zsigmondot és rajta keresztül bátyját Vencelt hívei között megtarthassa, egyben a magyar trónkövetelés kérdésében is meghatározta mozgásterét. László és Bonifác érdekei Nápoly kérdésében azonosak voltak, de a magyar korona kérdésében ellentétes szempontokon álltak. A római pápa politikájának megváltozásáig László csak jogcímének fenntartására gondolhatott, tényleges fellépésnek nem volt esélye és más irányú küzdelmei pénzügyileg is teljesen kimerítették.
Bonifác politikájában alapvető változás 1402 tavaszán tapasztalható, ez szorosan összefügg a német királyi és császári címért folyó küzdelem alakulásával – melyből Vencellel szemben Pfalzi Rupert került ki győztesen. A pápa 1402 augusztusában tárgyalásokba bocsátkozik László magyarországi párthíveivel, a pártjára állóknak bűnbocsánatot ígér. A következő év januárjában az erdélyi püspöki székbe a László hívének számító Upori Istvánt nevezi ki – de erről még Zsigmondot szabályszerűen értesíti, az új veszprémi püspök kinevezéséről azonban már Zsigmond nem kap értesítést. Április közepén a Zsigmond hívének számító spalatói érsek elmozdításáról és helyette nápolyi származású szerzetes kinevezéséről már csak Lászlót értesíti.
A magyar korona kérdésében más megoldások is felvetődnek. Mária királynő 1395. évi halálát követően Firenze házasság közvetítői szolgálatát ajánlotta fel Zsigmondnak, László nővére Johanna tekintetében. Más pártosok Mária húgát, Hedviget és férjét Ulászlót igyekeztek a magyar trónra juttatni, Hedvig 1399. évi halálát követően Ulászlót ismét meghívták, de jelöltként szerepelt Vilmos osztrák herceg is. Vilmos osztrák herceg valójában László szövetségese volt, már Zsigmond fogságra vetése előtt megpróbált a Nápolyi Királyság érdekében Velencében fellépni, de Velence ekkor is kitérő választ adott.

#### Magyarországi események
Komoly esélye Lászlónak a magyar trónra akkor támadt, amikor a bárók az 1397. évi temesvári törvények – királyi javak elidegenítési tilalma, az idegenek országból való eltávolítása – semmibevétele és a törvénytelen kivégzések miatt Zsigmondot 1401. április végén fogságra vetették. Ekkor azonban László fellépésének külső feltételei még nem voltak adottak, de a Nápolyból jött támogatásra a délvidéken a szervezkedés új erőre kapott. Augusztus második felében Zsigmond hívei közbenjárására a fogságából kiszabadult, október végén Pápán büntetlenséget ígérve esküt tett, de a szervezkedés vezetőjét Bebek Detrét a nádori címtől még abban az évben megfosztotta, és más személyi változások is történtek.
1402 elején Zsigmond dinasztikus ügyeinek intézése céljából Csehországba távozott.
Ez év tavaszán a dalmát városok Nápolyi László mellé álltak, a nápolyi király június 17-én a horvát-szlavón részek helytartójaként Luigi Aldemarisco tengernagyot a délvidékre küldte. Aldemarisco 5 gályával és egy brigantinóval augusztus 24-én érkezett meg Zárába, melynek tanácsa szeptember 3-án ünnepélyes hűségesküt tett Lászlónak. Október 11-én Aldemarisco és Hervoja csapatai előtt Vrána is kaput nyitott.
Zsigmond 1402. szeptemberében rövid időre Pozsonyba visszatérve, csehországi hatalmi törekvéseinek biztosítása céljából örökösödési szerződést kötött IV. Albert osztrák herceggel és távolléte esetére Magyarország kormányzójává jelölte ki. Ezen intézkedései miatt a bárók és főpapok 1402 végén – 1403. január elején Váradon Szent László sírjánál esküt tettek, hogy Zsigmondot nem tekintik többé királyuknak, hanem a helyére Nápolyi Lászlót ültetik. Az összeesküvést Kanizsai János esztergomi érsek és Bebek Detre volt nádor vezette, de mögöttük ekkor már az elégedetlenek nagy tábora állott.
Közben Dalmáciában kiterjedt a szervezkedés, december 27-én a meghódolt dalmát városok ünnepélyes követség útján hívták meg Lászlót Magyarország elfoglalására. Az első fegyveres összecsapásra 1403. február. 4-én Bihácsnál került sor, Bebek Imre vránai perjel és Hervoja vajda csapatai győzelmet arattak Besenyő Pál horvát bán csapatai felett – magát a bánt is elfogták. A kiszabadítására érkező Garai Miklós nádor és Maróti János macsói bán nem tudott jelentős eredményt elérni. Februárban már egész Szlavónia fegyverben állott, az 1403 elején táborba szállt pártütő zászlósurak délre tartva Hedrehnél március 23-án, Szalatnakon április 4-én, majd május 24-én Pozsegánál is tábori gyűléseket tartottak – melyeken az országos adóról, lengyel szövetségről és László mielőbbi megkoronázásáról rendelkeztek.
Április végén a pápa nyíltan László mellé állt – országai visszaszerzésére átengedte neki a Nápolyi Királyság papi tizedét.
Június 1-jén Angelo Acciaioli bíborost apostoli követül Magyarországra küldte, hogy Lászlónak a királyság visszaszerzésében közvetlenül rendelkezésére álljon és a szükséges támogatást biztosítsa. A pápai bulla kihirdetésével a már országossá vált mozgalom szentesítést nyert. Július 9-én újabb 12 gálya érkezett Nápolyból, majd 16-án újabb 7 gályával és 5 kisebb hajóval  maga László is elindult Viestiből – kíséretében a pápai legátussal és Johanna hercegnővel. Zárába a király július 19-én érkezett meg, a két nap késéssel érkező magyar főurakat a város kapuja előtt lóháton fogadta.
A Csehországban tartózkodó Zsigmondot a kormányzó – Albert osztrák herceg – a lázadás elfojtása érdekében haza hívta, de Zsigmond csak Garai Miklós személyes megkeresésére kezdett intézkedni. Július második felében indult el seregével a magyar határ felé, magyarországi híveinek csapataival július 24-én Pozsony környékén egyesült majd seregét három részre osztva indította meg a támadást László párthívei ellen.

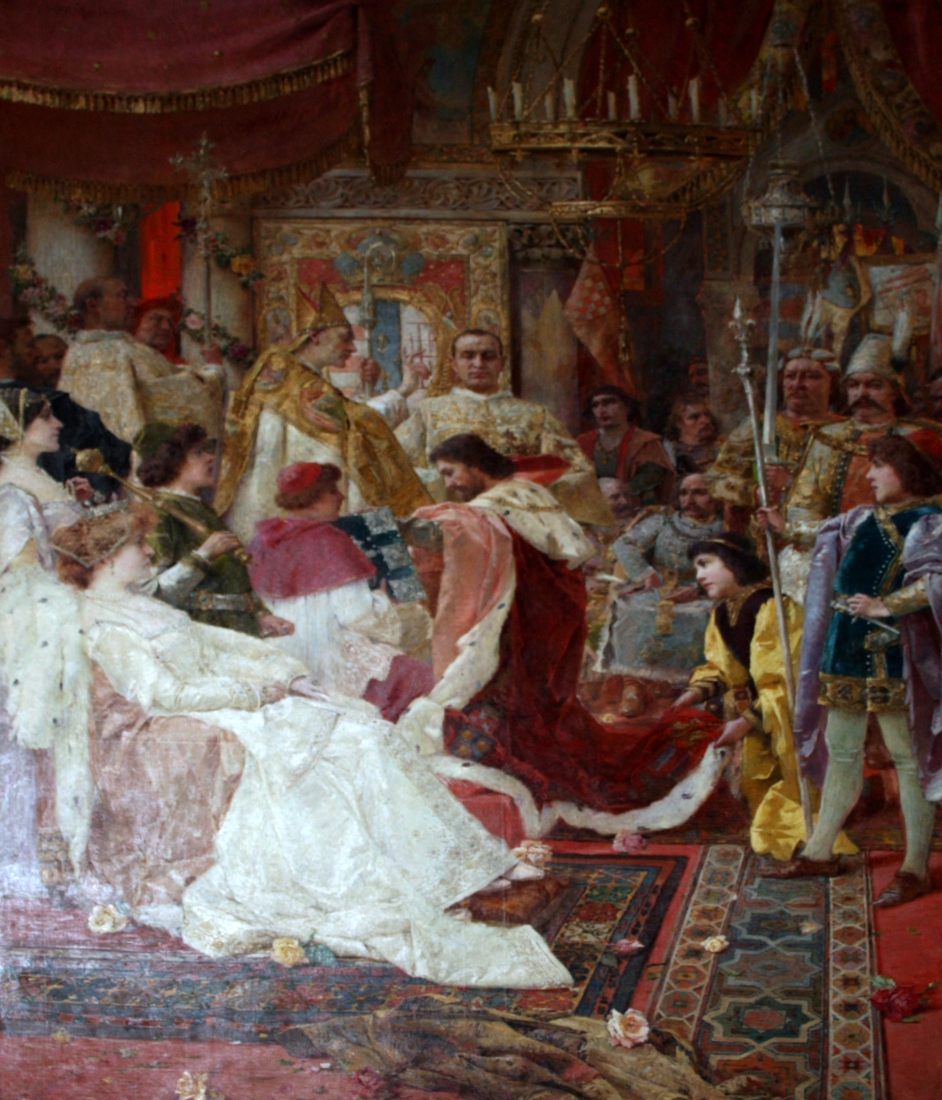
László 1403. évi koronázása – Celestin Medovič festménye

A magyar főurak Zárába érkezését követő egyeztetések után Lászlót 1403. augusztus 5-én a Szent Krizogon-templomban, a pápai legátus által megáldott alkalmi koronával Magyarország királyává koronázták. A koronázást valószínűleg az esztergomi érsek végezte, a kalocsai érsek, több püspök – győri, veszprémi és zágrábi – a Zsigmond által letett nádor és más főurak jelenlétében.
A koronázást követően László a dalmát városok szabadalmait megerősítve, nápolyi és más olasz csapatainak élén a Magyar Királyság észak-dunántúli országrészébe indult. Célja valószínűleg Győr biztosítása volt, amely ekkor még párthívei tartottak kézben – haladását valószínűleg késleltette, hogy a zágrábi püspökség területét viszont Zsigmond híve Albeni Eberhard püspök tartotta kézben.
Pozsony mellől Zsigmond Esztergom bevételére, a főerőt vezető Stiborici Stibor Győr ostromára, Perényi Péter és Rozgonyi Simon vezette csapatok pedig a Tisza vidékére indultak. Győr alatt Garai Miklós csapataival egyesülő Stibor, a várost szárazon és vízen ostrom alá fogta, Győr bevétele után a Rába mentén délnek tartva a László megtámadására indult. A támadás hírére a Rába nyugati oldalán Sebes mellett táborozó – magyar és olasz – seregét, László a Rába keleti oldalára vonta át. A Pápoc (oppidum Papoch) mellett lezajlott csata László teljes vereségével zárult, az ütközet során László seregének felszerelése is nagyrészt zsákmányul esett.
A visszaözönlő sereget a Garaiak vették üldözőbe. Zsigmond hívei ekkor foglalták el a veszprémi püspök közelben fekvő keszői várát és rombolták le – a László oldalán álló Ostfi Ferenc birtokában lévő – Ostffyasszonyfa melletti kígyókő várát, valamint a rohonci várkastély is.
Stibor a győztes csatát követően Fehérvár érintésével Budára vonult, ahol letörte a Makrai Benedek által vezetett szervezkedést. Innen Zsigmond megsegítésére Esztergom alá vitte csapatait, több hetes ostrom után az érseki székhely is kaput nyitott. A pápai legátus egyházi átkot mondott ki az érsekség javainak pusztítóira és egyházi fenyítéket helyezett kilátásba a Zsigmonddal tartó püspökökre. A felkelés már ekkor csak az ország keleti és a Dráván túli részében tartotta magát, Hatvan alatt Csáki Miklós és Marcali Miklós erdélyi vajdák serege állomásozott, de a nádor közbenjárására harc nélkül letették a fegyvert Zsigmond előtt. Ezt követően a Budára visszatérő Zsigmond október 8-án feltételes közbocsánatot hirdetett. A felhívás ellenére Egerben és Pataknál Ludányi Tamás püspök és várnagya Debrői István az ellenállást tovább folytatta, Kanizsai János és Bebek Detre testvéreikkel együtt október végén Fehérváron bűnbocsánatot kértek Zsigmondtól.
A Zárába visszaérkező László, az Anjou-párt szervezkedésének hírére és hívei nagy részének elpártolását tapasztalva a pápai legátussal együtt november 7-én visszatért Nápolyba. Vele együtt elhagyta az országot Szepesi János zágrábi püspök (a későbbi nápolyi érsek), Krizogon kalocsai érsek és György veszprémi püspök is. László Dalmáciában helytartót hagyott, de még ez évben tárgyalásokba kezd Velencével a dalmát városok eladása ügyében.
1404-ben Perényi Péter elfoglalta a Debrőiek által legtovább tartott Tályát is, Ludányi és Debrői is Erdélybe menekült – majd innen Ludányi Lengyelországba távozott. A lázadást ekkor még nem törték le teljesen Erdélyben, Szlavóniában Bebek Imre kezdett újra szervezkedni – a felkínált kegyelmet többen is visszautasították. Zsigmond Szlavóniába majd Boszniába Maróti Jánost küldte, aki ott rövid idő alatt rendet csinált, visszaérkezte után a király Erdélybe küldte ahol hasonló eredményességgel tevékenykedett. Dalmáciában a rendteremtésre Ragusa vállalkozott. Ezeken a részeken a királyi biztosok szigorú vizsgálatokat indítottak a felkelésben résztvevők ellen és példás büntetéseket szabtak ki. Ezt követően még 1407-ből is van híradás Nápolyba érkező és Lászlót Budára hívó magyar követekről.

### Küzdelem Rómáért
László Nápoly visszaszerzése után főbb ellenfeleinek megsemmisítésével – a Sanseverinók és más ellenzékiek legyilkoltatása – uralmát megszilárdította, anyját és nővérét Gaetából a nápolyi Castel Nuovóba hozatta. Bonifác pápa tanácsára 1403. februárjában feleségül vette I. Jakab ciprusi király leányát Máriát, aki azonban 1404. szeptember elején meghalt.
Bonifác céljai megvalósításában László szövetségére és védelmére támaszkodott, aki 1400-ban a Colonnák pápa elleni fellépése idején jelentős érdemeket szerzett. A francia érdekkörbe tartozó Genova és Pisa ellenében Firenzével próbált szövetkezni, de az északi szövetség nem jött létre. IX. Bonifác 1404. évi halála után Cosimo de Miglioratit választották pápává, aki VII. Ince néven foglalta el a trónt. Ince a Bonifáctól kegyelmet kapott Colonnák és a Savellik lázításai miatt László védelmére szorult. A lázadás leverésére – az Orsinik szövetségében – László erős sereggel vonult Rómába, a római néppel kötött béke a pápa pozíciójának megerősödését eredményezte. László Campania és Maremma pápai helytartója és Róma szenátora lett, így újra életre kelt az első Anjouk hatalma.
László Róma birtokbavételére irányuló törekvése a pápa és római nép közötti újabb – valószínűleg László által szított – összetűzés kapcsán vált nyilvánvalóvá. Az 1406. évi pápa párti Orsiniek és a Colonnák közötti harcban, a Colonnák Lászlót hívták meg a nép ügyének védelmére. A tárgyalási céllal a pápát felkereső 11 római előkelő legyilkolása elszabadította az indulatokat, a pápa és udvara Viterbóba menekült. László a Róma körül lévő lovasságnak megparancsolta, hogy Giovanni Colonnával vegyék birtokba Rómát. A rómaiak azonban kiverték a Colonnákat, László kezén csak az Angyalvár maradt. A nép által visszahívott pápa consistóriumot tartott, Lászlót és követőit a június 24-én kiadott bullájában kiközösítette. Az Angyalvárat ostrom alá vették, László békét kért, mely Paolo Orsini közvetítésével került megkötésre. László a hűbéri feltételek megtartását és az Egyházi állam védelmét valamint az Angyalvár visszaadását, a pápa a László apja ellen VI. Orbán által kibocsátott bulla hatálytalanítását vállalta. László újra Campagna helytartója és az egyház zászlótartója lett.
1406 elején meghalt a László ellen fellázadt Rajmund Orsini, László ezt kihasználva Taranto – mely ekkor ellenfeleinek menedékhelye volt – elfoglalására indult. Döntő eredmény hiányában, céljai eléréséhez megkérte Rajmund Orsini özvegyének Máriának kezét, az özvegy kezére az új Anjou-párt részéről Nicollo Rufo pályázott. Még ennek megérkezése előtt Taranto László kezére került, Mária 1407. április végén Nápoly királynéja lett.
Ince 1406 végén meghalt, az új pápa XII. Gergely az egyházszakadás megszüntetésének híve, de László eszköze volt. Franciaország Észak-Itáliát igyekezett befolyása alá vonni, de László Velence támogatásával ezt sikeresen meghiúsította, ugyanakkor Rómában a pápa uralmának megszilárdulása ellen tevékenykedett. Gergely pápa az ellenpápával való tárgyalások miatt Rómát elhagyta, annak őrizetét Annibaldi bíborosra és Paolo Orsinira bízta. László támadását követően, a tárgyalásba bocsátkozó Paolo Orsini Rómát – valószínűleg a pápa hozzájárulásával – 1408-ban László kezére játszotta. László mint a pápa védelmezője lépett fel, de Róma királya címet igényelt, az Angyalvár a pápa birtokában maradt. Szenátort nevezett ki, a száműzötteket visszahívta, a közigazgatást a nép vezetőire bízva a nyugalmat biztosítva visszatért Nápolyba.
A fényes menetben Rómába történt bevonulásakor, a zászlajára írt felirat Aut Caesar aut nihil ! mindenki számára egyértelművé tette a császári méltóság megszerzésére és Itália egyesítésére irányuló szándékát.

### Itália egyesítésére irányuló harcai

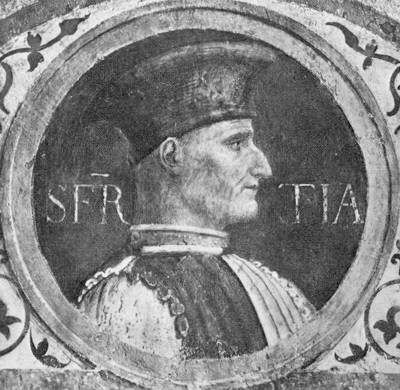
Attendolo Sforza

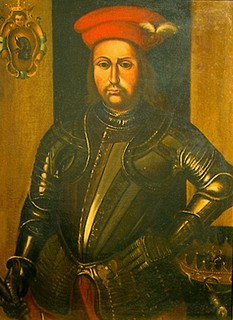
Braccio da Montone

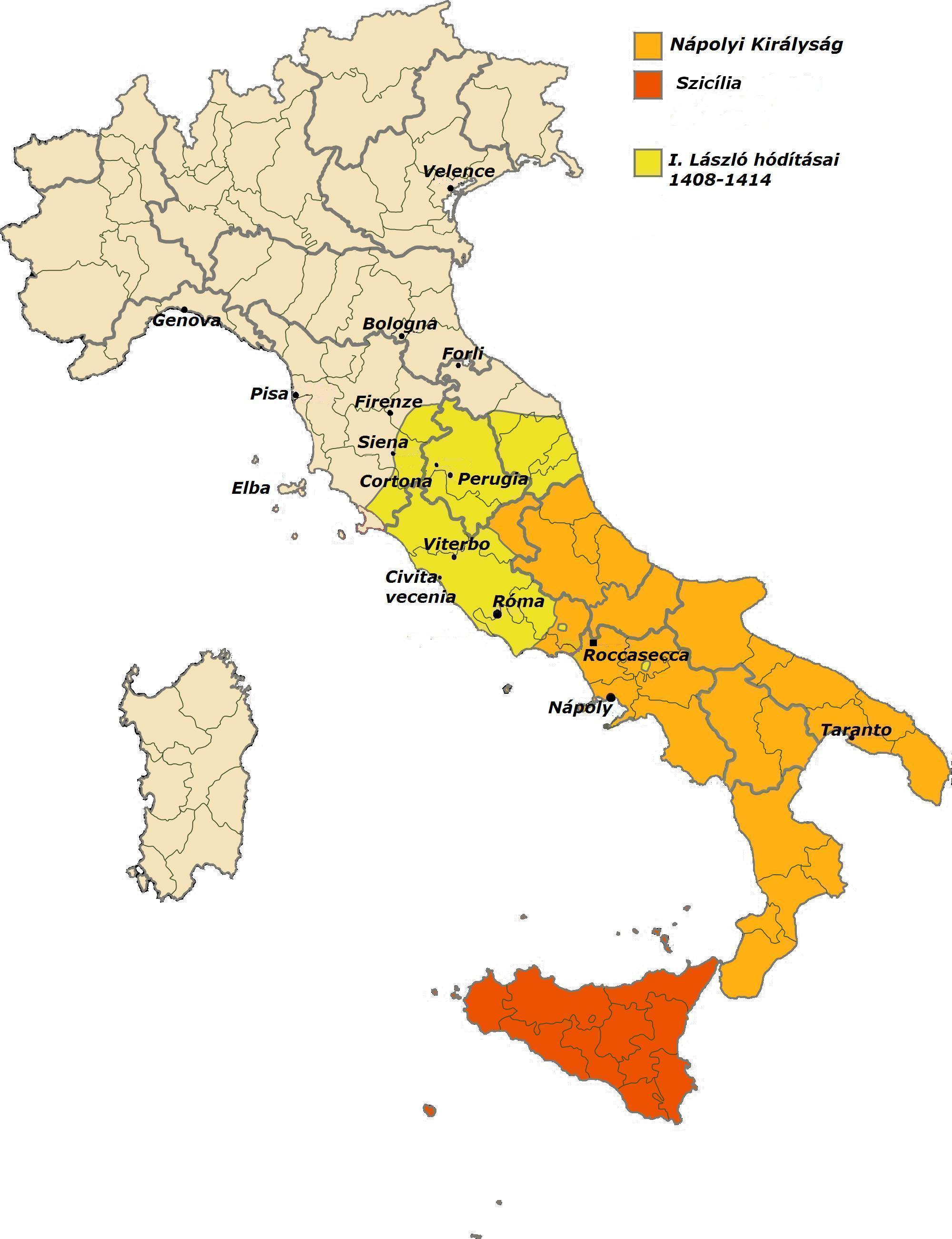
Nápolyi László hódításai (1408–1414)

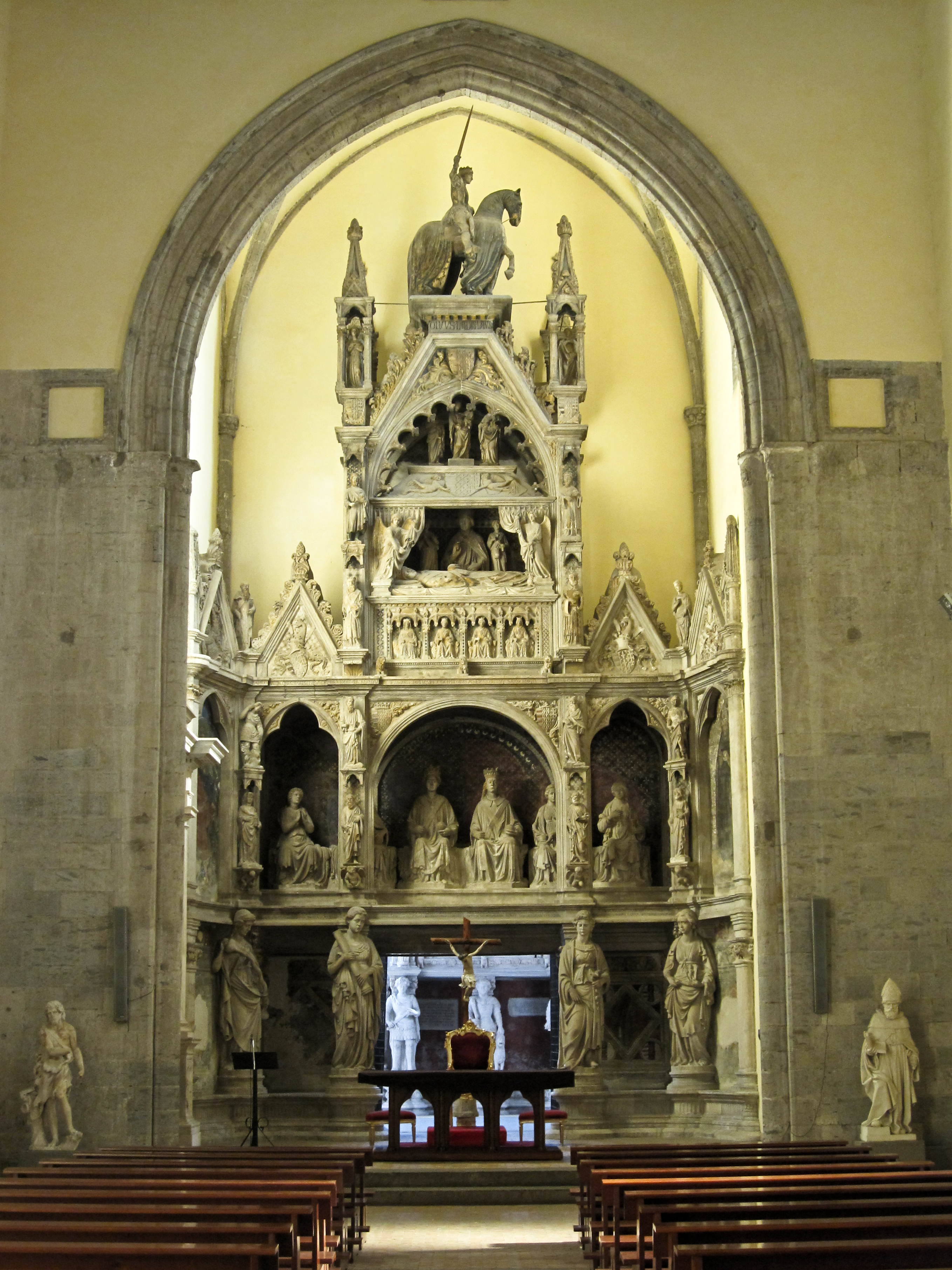
Nápolyi László király monumentális síremléke

László Róma birtokában haladéktalanul nagyravágyó tervei – Itália egyesítése, a császári méltóság megszerzése – megvalósításához látott. A hadviselését főként a zsoldos seregek igénybevételére alapozta. A század elejének neves itáliai zsoldosvezérei – Sforza Attendolo , Braccio da Montone, Paolo Orsini mind megfordultak szolgálatában. A nem pártokhoz kötődő, hanem a mindig többet ígérők szolgálatába álló vezérek köpönyegforgatásával jellemezhető – László szerint Itália közjava érdekében folytatott – háborúnak csak László 1414. évi halála vetett véget. Jelmondata – "Szegény király vagyok, barátja a katonáknak, védője a népnek, üldözője a zsarnokoknak" – és apjától örökölt hadvezéri képessége katonái körében népszerűvé tette.
1408-ban elsőként Toscana megszerzésére készült, zsoldjába Paolo Orsinit és Bracciot fogadta. A készülődés hírére azonban Perugia – Braccio és más száműzöttjei ellenében – felajánlotta hódolatát, amit a nápolyi király el is fogadott. Ezt követően László főseregével Siena felé indult, hogy a várost szövetségébe vonva Firenzét megtámadja. Firenze azonban megelőzte, szövetségre lépett Sienával és zsoldjába fogadta a László elől kitérő Bracciót. A Firenze oldalán fellépő Sforza és Braccio nyomására László Cortona városának megszerzését követően Perugián keresztül visszatért Rómába.
1409 márciusa végén a László ellenségei által támogatott bíborosok összehívták a pisai zsinatot – ennek célja a két pápa kiiktatásával rendezni az egyházszakadást – XII. Gergely pápa válaszul Cividaleba hirdetett zsinatot, innen azonban László segítségével menekülni kényszerült. László tengeren 12 gályát Pisa elé rendelt, 25 000 arany fejében a pápától megszerezte a Picenumot, Marcát és más (Bologna, Faenza, Forli stb.) városokat. László újra betört Toscanába majd a firenzei területekre, a Bolognával kiegészült szövetség azonban visszatérésre késztette. A pisai zsinat  pápája (V. Sándor) királyi címétől megfosztva törvényszéke elé idézte, ennek folyományaként II. Lajos a firenzei szövetséghez csatlakozva újabb kísérletet tett a nápolyi trón megszerzésére.
László a kedvező politikai helyzet miatt Lombardia megszerzését tervezte, szövetséget ajánlott az útjában álló Firenzének. Firenze a Siena földjén álló Lászlóval való szövetségkötést annak Nápolyba történő visszatéréséhez kötötte, László válaszul elfoglalta Elbát. A békekötés közvetítését megkísérlő Velencének 100 000 forintért eladta magyar koronázó városát, Zárát. Paolo Orsini a szövetség oldalára állt, több város (Viterbo, Civita Vecchia stb.) elfoglalása után sikerült megszerezniük az annak védelmét ellátó Gentile Monterano hibája miatt Rómát is.
1410-ben László békét ajánlott Firenzének, de a város által szabott feltételeket nem fogadta el. V. Sándor május közepén Bolognában meghalt, az új pápa XXIII. János lett, adókövetelésének László általi visszautasítása után Velence segítségét kérte, majd Firenzével kötött öt évre szóló szerződést. Anjou Lajos új hadjáratra készült, de a Genova által támogatott nápolyi királytól tengeren kétszer is vereséget szenvedett, hajóinak nagy része László kezére került.
1411. május 19-én Roccaseccánál került sor a szárazföldi csatára. A II. Lajos seregét vezető Sforza, Braccio, Paolo Orsini, Gentile Monterano a király nagyobb létszámú serege felett győzelmet aratott. László San Germanóba menekült és a kiváró egymásra irigykedő zsoldosvezérek ellenében sikerült seregét teljesen újjászerveznie. Anjou Lajos mivel zsoldosait nem tudta tovább fizetni seregét feloszlatta, Paolo Orsini és Sforza a nápolyi király szolgálatába álltak. XXIII. János belátva a sikertelenséget elismerte Lászlót, akivel most már Firenze is szövetséget kötött – megvásárolva tőle Cortonát is. László most Szicília megszerzésével próbálkozott, de nem tudta célját elérni.
1412-ben a XXIII. János pápa fogadta szolgálatába Sforzát és Bracciót, Bolognában bevárva Anjou Lajost áprilisban indultak Rómába. László Sforzát is megnyerve szövetkezett a pápa ellen, aki ismét megalázkodott – Lászlót október 16-án elismerte Nápoly királyának és ráruházta a XIII. Benedek oldalán álló Sziciliát is. László XII. Gergely lemondatására tett ígéretet, aki Riminibe menekült, kísérleteket tett Róma visszaszerzésére is, de eredménytelenül tért vissza Nápolyba.
1413 májusában sikerült elfoglalnia Rómát, megengedte annak katonái általi kifosztását is. A pápa elmenekült, az Egyházi Állam ura László lett. XXIII. János Viterbóba majd innen Firenzébe futott, a pápát a város nem fogadta be, függetlenségét féltve később azonban mégis a régi liga visszaállítása mellett döntött és a pápát visszahívta. A király a telet a tavasszal indítandó új hadjárat előkészítésével töltötte, melynek első célja Bologna elfoglalása volt.
1414 áprilisában a király maga is elindult a derékhaddal Rómából. A pápa Itáliában már nem tudott olyan erős ligát szervezni, ami Lászlót megállíthatta volna, ezért Zsigmond magyar királyhoz fordult. Egész Európa Lászlóra figyelt, de új generálisa Miklós estei őrgróf cserbenhagyta. Helyére Paolo Orsinit fogadta zsoldjába. Firenze, Siena, Assisi, Bologna békét ajánlott, amit meg is kötöttek.
A király Tudertum (Todi) ostroma alatt megbetegedett, Perugián és Rómán keresztül visszatért Nápolyba, Perugiában elfogatta és magával vitte az árulónak tartott Paolo Orsinit. 1414. augusztus 6-án a Castel Nuovóban halt meg – halálát a krónikák legtöbbje mérgezésnek tulajdonította. Különösebb pompa nélkül temették el, monumentális síremléke a nápolyi San Giovanni a Carbonara templomban található. A küzdelmes sorsú király nővére által emeltetett síremlékén az alábbi felirat olvasható:

QUI POPULOS BELLO TUMIDOS, QUI CLADE TYRANNOS
PERCULIT INTREPIDUS, VICTOR TERRAQUE MARIQUE
LUX ITALUM, REGNI SPLENDOR CLARISSIMUS HIC EST

REX LADISLAUS DECUS ALTUM ET GLORIA REGUM.
Magyar fordításban:
Földön s tengereken soha nem rettenve ki óriás
hadseregek s fejedelmeik árját sorra legyőzte,
Ítaliánk napfénye, sugárzó dísze honunknak:
László, régi királyok magzata, nyugszik e sírban.

## További képek

Magyarország-Nápoly-Jeruzsálem királyának címere
Durazzoi László Magyarország-Nápoly-Jeruzsálem királya